# 沢谷村 (島根県)
沢谷村（さわたにむら）は、島根県邑智郡にあった村。現在の邑智郡美郷町の一部にあたる。

## 地理
- 河川：酒谷川[1]

## 歴史
- 1889年（明治22年）4月1日、町村制の施行により、邑智郡石原村、熊見村、千原村、片山村、九日市村、酒谷村が合併して村制施行し、沢谷村が発足[1][2]。
- 1955年（昭和30年）2月1日、邑智郡吾郷村、粕淵町、浜原村、君谷村と合併し、邑智町を新設して廃止された[1][2]。

## 産業
- 農業、林業、木炭[1]。